# Heinz Hellmis
Heinz Hellmis (* 6. Juni 1935 in Hennigsdorf; † 26. August 2014) war ein deutscher Typograf und Buchgestalter.

## Leben und Werk
Nach dem Abschluss der Grundschule lernte Hellmis von 1949 bis 1954 an der Meisterschule für Grafik und Buchgewerbe in Berlin Schrift- und Buchgrafiker. „Schon mit 16 Jahren stand der spätere Buchgestalter im Ruf eines Wunderkindes bezüglich seiner Fähigkeiten im Schriftenschreiben.“ 1954 gestaltete er sein erstes Buch, eine Schiller-Ausgabe für den Berliner Aufbau-Verlag. Er wurde einer der wichtigsten Buchgestalter der DDR. Von 1954 bis 1957 arbeitete Hellmis als Typograf und Buchgestalter im Verlag „Das Neue Berlin“, anschließend bis 1964 beim Verlag Rütten & Loening Berlin. Er war in dieser Zeit auch bis 1964 Lehrbeauftragter für Schriftgrafik an der Fachschule für Grafik, Druck und Werbung in Berlin-Oberschöneweide. Von 1964 bis 1990 war Hellmis künstlerischer Leiter des Aufbau-Verlags, wo er u. a. die Einbände für die Reihe „Neue Texte“ gestaltete, und von Rütten & Loening. Von 1965 bis 1990 war er Beirat der Typgießerei VEB Typoart Dresden, bis 1990 Beirat des Börsenvereines der Deutschen Buchhändler zu Leipzig, Mitglied der Jury für die Auswahl der „Schönsten Bücher der DDR“ und der „Schönsten Bücher aus aller Welt“ und leitend an der Internationalen Buchkunstausstellung IBA in Leipzig beteiligt. Hellmis war bis 1990 Mitglied des Verbandes der Bildenden Künstler der DDR. Von 1991 bis 1993 war er Mitglied der Jury für den Wettbewerb der Stiftung Buchkunst. Er arbeitete bis zu seinem Ableben als Kalligraf, Schrift- und Buchgestalter, ab 1992 freiberuflich für den Aufbau-Verlag, beauftragt mit der „Großen Brandenburger Ausgabe“ von Theodor Fontane. Er gestaltete die Zeitschrift der Pirckheimer-Gesellschaft „Marginalien“ und arbeitete für den Bleisatz der Buchreihe des Münchner Schumacher-Gebler Verlags. 2007 gründete er mit seiner Lebensgefährtin Linde Kauert den Künstlerverlag Edition ZWIEFACH.
Hellmis starb nach langer schwerer Krankheit.

## Ehrungen (Auswahl)
- Wilhelm-Bracke-Medaille
- Johannes-R.-Becher-Medaillen der Internationalen Buchkunstausstellung IBA Leipzig in Bronze, Silber und Gold
- 1990 Gutenberg-Preis der Stadt Leipzig
- 2002 Auszeichnung des Type Directors Club in New York für die Buchgestaltung von „Giesecke+Devrient 1852-2002: Werte im Wandel der Zeit“
- 2003 „Schönstes Buch“ der Stiftung Buchkunst für Friedrich Dürrenmatt „Die Panne“

## Ausstellungen (unvollständig)

### Einzelausstellungen
- 2004/2005 Hennigsdorf, Kunstverein „QuARTier“
- 2008 Berlin, KunstReich am Pergamonmuseum
- 2010 Detmold, KIZ 23
- 2010 Menz, Künstlerhof Roofensee
- 2010 Berlin, Büchergilde Gutenberg
- 2011 Rathenow, Kulturzentrum Rathenow
- 2011 Hennigsdorf, Alte Feuerwache
- 2012 Berlin, Bezirkszentralbibliothek Berlin-Hellersdorf
- 2012 Schwerin, Werkstattgalerie „Blickwinkel“
- 2013 Menz, Künstlerhof Roofensee
- 2014/2015 Chorin, Kloster Chorin („Seitenweise lose und gebundene Kunst“; mit Linde Kauert)

### Ausstellungsbeteiligungen
- 1962/1963, 1967/1968 und 1972/1973: Dresden, Fünfte und VI. Deutsche Kunstausstellung und VII. Kunstausstellung der DDR
- 1965: Berlin, Deutsche Akademie der Künste („Junge Künstler. Gebrauchsgraphik“)
- 1970: Berlin, Altes Museum („Im Geiste Lenins“)
- 1976, 1979 und 1982: Berlin, Bezirkskunstausstellungen (Gebrauchsgrafik)